# Luther Youngdahl
Luther Wallace Youngdahl (Minneapolis, 29 maggio 1896 – Washington, 21 giugno 1978) è stato un politico e giurista statunitense. Fu il 27º governatore del Minnesota.

## Biografia
Primo di dieci figli di un droghiere del Minnesota, Youngdahl fu un promettente studente del Gustavus Adolphus College di St. Peter, dove eccelse in oratoria ed atletica e fu attivo nel governo del campus. In seguito, studiò al William Mitchell College of Law. Nel 1930, il governatore Theodore Christianson nominò il giovane avvocato Youngdahl in una giurisdizione municipale.
Come governatore, fu determinato a liberare lo Stato dal problema del gioco d'azzardo infatti mise fuorilegge le slot machine. In questo periodo, si distinse per la sua "umanità" dato che si occupò anche di racket e ospedali psichiatrici. Questa sua attività gli diede molto popolarità tra la gente ma anche diffidenza da parte dei politici conservatori dai quali venne considerato troppo "liberal".
Nel settembre 1951, su consiglio medico, si dimise da governatore ma, poco tempo dopo, fu nominato dal presidente Harry Truman giudice federale della Corte di Washington Truman compì tale nomina su consiglio di Hubert Humphrey sia per motivi di opportunità politica sia per ragioni riguardanti la salute di Youngdahl.
Nel 1953, Youngdahl respinse le accuse di falsa testimonianza nei confronti di Owen Lattimore, professore che affermò davanti ad una commissione del Senato di essere inviso al comunismo. Quando Lattimore fu nuovamente accusato, Youngdahl respinse ancora le accuse in base al primo emendamento della Costituzione degli Stati Uniti.
Youngdahl morì nel 1978 a Washington e fu seppellito al Cimitero nazionale di Arlington.